# Цілинний край
Цілинний край — край в північній частині Казахстану. Існував з 26 грудня 1960 по 19 жовтня 1965 року. Адміністративний центр — місто Цілиноград. Загальна площа — 600 тис. км², населення — 3,5 млн. 

## Історія
Цілинний край у складі Казахської РСР, що займав 21 % площі Казахстану, і де проживало 31 % її населення, був утворений постановою ЦК КПРС від 26 грудня 1960 року з п'яти областей, де йшло освоєння цілинних і залежних земель.
До складу краю з 26 грудня 1950 року входили Кокчетавська, Кустанайська, Павлодарська та Північно-Казахстанська області. Акмолінська область була розформована, і її територія переведена у безпосередньо крайове підпорядкування. Проте 24 квітня 1961 року область було відновлено під назвою Цілиноградська область у складі Цілинного краю.
Указом Президії Верховної ради Казахської РСР 19 жовтня 1965 року Цілинний край було ліквідовано.

## Керівництво краю

### 1-і секретарі Цілинного крайового комітету КП Казахстану
- 1960—1963 — Соколов Тихон Іванович
- 1963—1965 — Коломієць Федір Степанович

### Голови виконавчого комітету Цілинної крайової ради
- 1960—1965 — Мацкевич Володимир Володимирович
- 1965—1965 — Слажнєв Іван Гаврилович